# Sandra Brown

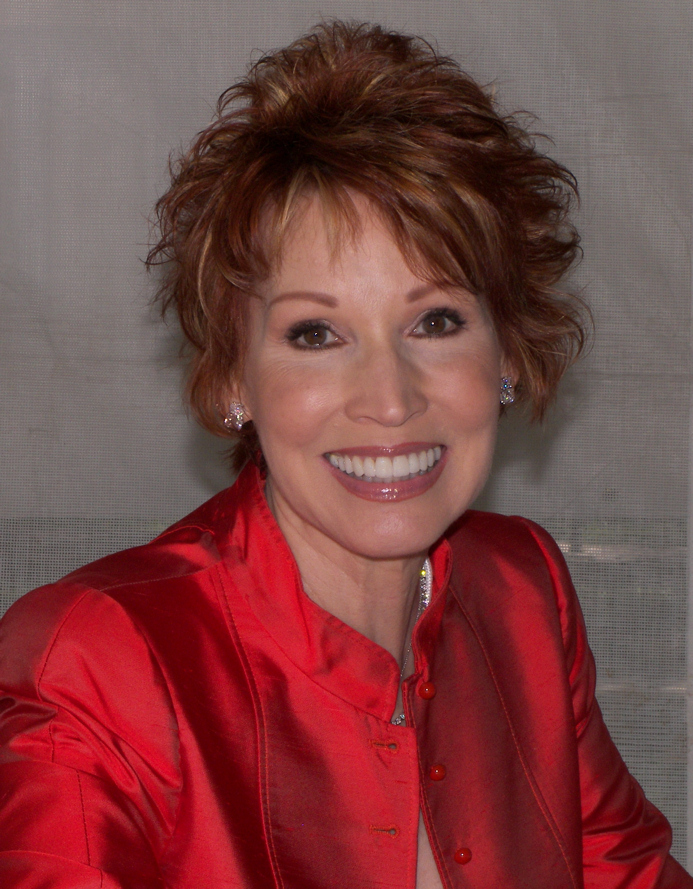
Sandra Brown

Sandra Brown (ur. 12 marca 1948) – amerykańska pisarka, autorka głównie romansów przeznaczonych dla kobiet, a także powieści kryminalnych i historycznych.
Ukończyła anglistykę na Texas Christian University. początkowo pracowała jako modelka i prezenterka telewizyjna. Karierę literacką rozpoczęła pisując krótkie romanse i powieści historyczne. Używała kilku pseudonimów m.in. jako Laura Jordan i Rachel Ryan. Po sukcesie literackim zaczęła publikować pod własnym nazwiskiem.
Jej utwory regularnie pojawiają się na prestiżowych listach bestsellerów w USA i innych krajach. Do najbardziej znanych jej powieści należą „Francuski jedwab” (1992), „Szarada” (1994), „Świadek” (1995) i „Na wyłączność” (1996). Łączny nakład książek Sandry Brown w 25 językach świata przekroczył 50 milionów egzemplarzy.
Sandra Brown mieszka w Arlington w stanie Teksas z mężem Michaelem i dwójką dzieci.